# Ced 90
Ced 90 (également connue sous le nom de Gum 3) est une nébuleuse en émission et par réflexion visible dans la constellation du Grand Chien.
Elle est située à la pointe sud de la nébuleuse de la Mouette, une vaste région H II reliée à un complexe nébuleux moléculaire dans lequel se déroulent des phénomènes de formation d'étoiles. Sa position est à environ 3° à l'est de θ Canis Majoris, une étoile orange de quatrième magnitude. C'est l'une des nébuleuses les plus éclatantes et les plus brillantes du complexe nébuleux dont elle fait partie, au point qu'il est également possible de la photographier à l'aide d'un télescope amateur de moyenne puissance. Le gaz dans le nuage est en partie ionisé et en partie éclairé par réflexion en raison du rayonnement provenant de l'étoile HD 53623, une géante bleue de classe spectrale B1III et de magnitude 7,99, faisant partie de l'association OB Canis Major R1, elle-même incluse dans l'association Canis Major OB1 plus étendue, dont la principale caractéristique est le lien avec de vastes nébuleuses par réflexion.